# 温郊乡
温郊乡，是中华人民共和国福建省三明市清流县下辖的一个乡镇级行政单位。

## 行政区划
温郊乡下辖以下地区：
小池村、温家山村、桐坑村和梧地村。